# Templo Soul
Templo Soul é um grupo de música gospel brasileiro, de música black, e é considerado um dos pioneiros no estilo. O grupo já gravou diversos álbuns em sua carreira e já foram premiados no Troféu Talento e Prêmio-B-Unit[carece de fontes?]. Além disso, o grupo lançou com a banda de hip hop cristão Apocalipse 16 o álbum Apocalipse 16 e Templo Soul. O grupo é liderado pelo principal compositor, produtor musical e um dos vocalistas Rogério Sarralheiro.

## Discografia[2]
- 1999: Templo Soul
- 2001: Não Desista
- 2004: Volume 3
- 2006: APC 16 & Templo Soul (com Apc 16)
- 2007: O que há de melhor em mim
- 2008: Ao Vivo (CD Duplo)
- 2014: O Retorno de Jesus

## Videografia
- 2008: Ao Vivo
- 2014: O Retorno de Jesus